# L'Aleixar
L'Aleixar é um município da Espanha, na comarca do Baix Camp, província de Tarragona, comunidade autónoma da Catalunha. Tem 26,08 km² de área e em 2021 tinha 912 habitantes (densidade: 35 hab./km²). Limita com os municípios de Reus, Almoster, Alforja, Vilaplana, L'Albiol, La Selva del Camp, Castellvell del Camp, Maspujols e Riudoms.